# Région économique de Mil-Mugan
La région économique de Mil-Mugan est l'une des quatorze régions économiques de l'Azerbaïdjan. Elle comprend les raïons de Beylagan, Imichli, Saatly et Sabirabad.

## Histoire
La région économique a été créée par le décret du président de l'Azerbaïdjan du 7 juillet 2021 « sur la nouvelle division des régions économiques de la république d'Azerbaïdjan ».

## Géographie
La superficie totale de la région économique est de 5 670 km2, soit 6,4 % du territoire national. Le nombre d'habitants s'élève à 513 770, soit 5 % de la population du pays.